# Maniwaki
Maniwaki (River Desert), banda Algonquin Indijanaca s rezervata Maniwaki ili Kitigan Zibi Reserve (18,437.6 hektara) na slivu rijeke Desert u Gatineau, u kanadskoj provinciji Quebec. Broj im je 1909. iznosio 409. 

## Vanjske poveznice
- Kitigan Zibi Anishinabeg First Nation  Arhivirana inačica izvorne stranice od 27. prosinca 2007. (Wayback Machine)